# Álkistis Protopsalti
Alkistis Protopsalti ( en griego: Άλκηστις Πρωτοψάλτη) es una cantante griega y ministra de Turismo en el gobierno de Vasilikí Thánou.

## Biografía
Alkistis Protopsalti nació en Alejandría, Egipto de padres griegos. Con seis años, Alkistis volvió  a Atenas, debido a los acontecimientos políticos que tuvieron lugar entonces en Egipto.
Fue ministra de Turismo en el gobierno presidido por Vasilikí Thánou.

## Discografía
Alkistis ha publicado 16 álbumes.

## Evolución
En 1985, con letra de la poetisa griega Lina Nikolakopoulou y música de Stamatis Kraounakis
grabó Kykloforo ki oploforo, su primer gran éxito.
En 1991, con música de Goran Bregović y letra de Lina Nikolakopoulou publica el álbum Paradechtika (Παραδέχτηκα). 
En 1997 publica su LP San Ifestio Pou Xypna (Como un volcán que despierta) con letra de Lina Nikolakopoulou y música de Nikos Antypas. Este álbum ha sido su mayor éxito comercial con más de 100.000 copias vendidas. 
En 2004 se reunió con otros cantantes en la ceremonia de clausura de los Juegos Olímpicos de Atenas. 
En 2011, jugó un papel decisivo en el programa musical de las Olimpiadas Especiales en Atenas, con conciertos en Bélgica, Dinamarca , Alemania, Francia, Israel, los Países Bajos y Estados Unidos.
Desde noviembre de 2013, se reunirá con Eleftheria Arvanitaki en Grecia en una serie de conciertos.
En mayo de 2014 publicó su álbum "Θέα Παραδείσου" con música de Nikos Antypas.